# 荷华寺
荷华寺（He Hua Tempel）是一座位于荷兰阿姆斯特丹唐人街的善德街108-116号的佛教寺庙，也是欧洲最大的寺庙。

## 历史
本意取自莲花，也象征中荷友谊。它采用中国传统寺庙风格，委托台湾国际佛光会设计，荷兰建筑师Fred Greven建造。二战结束后，犹太人大量被驱逐，使得原犹太区域残破不堪，后变为一处操场，1994年正式确定在此处修建一座佛教寺庙。经过几年的修建，荷华寺于2000年正式完工，同年9月15日荷兰女王贝娅特丽克丝的出席了开幕式。
在中国传统佳节和佛教重要节日，例如卫塞节，都有大量荷兰华人佛教圣徒来此处拜佛烧香。

## 圖片集

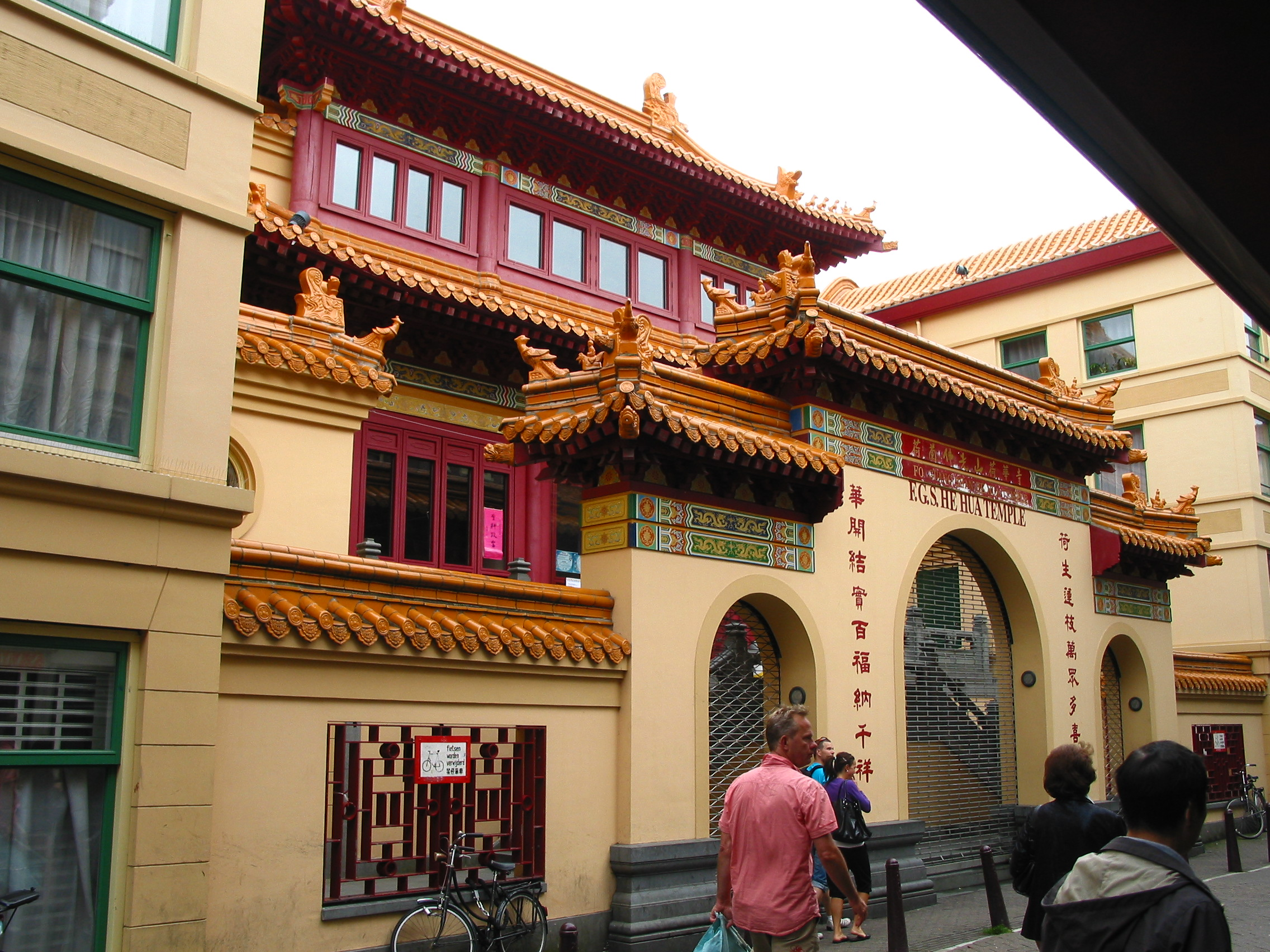
荷華寺廟貌
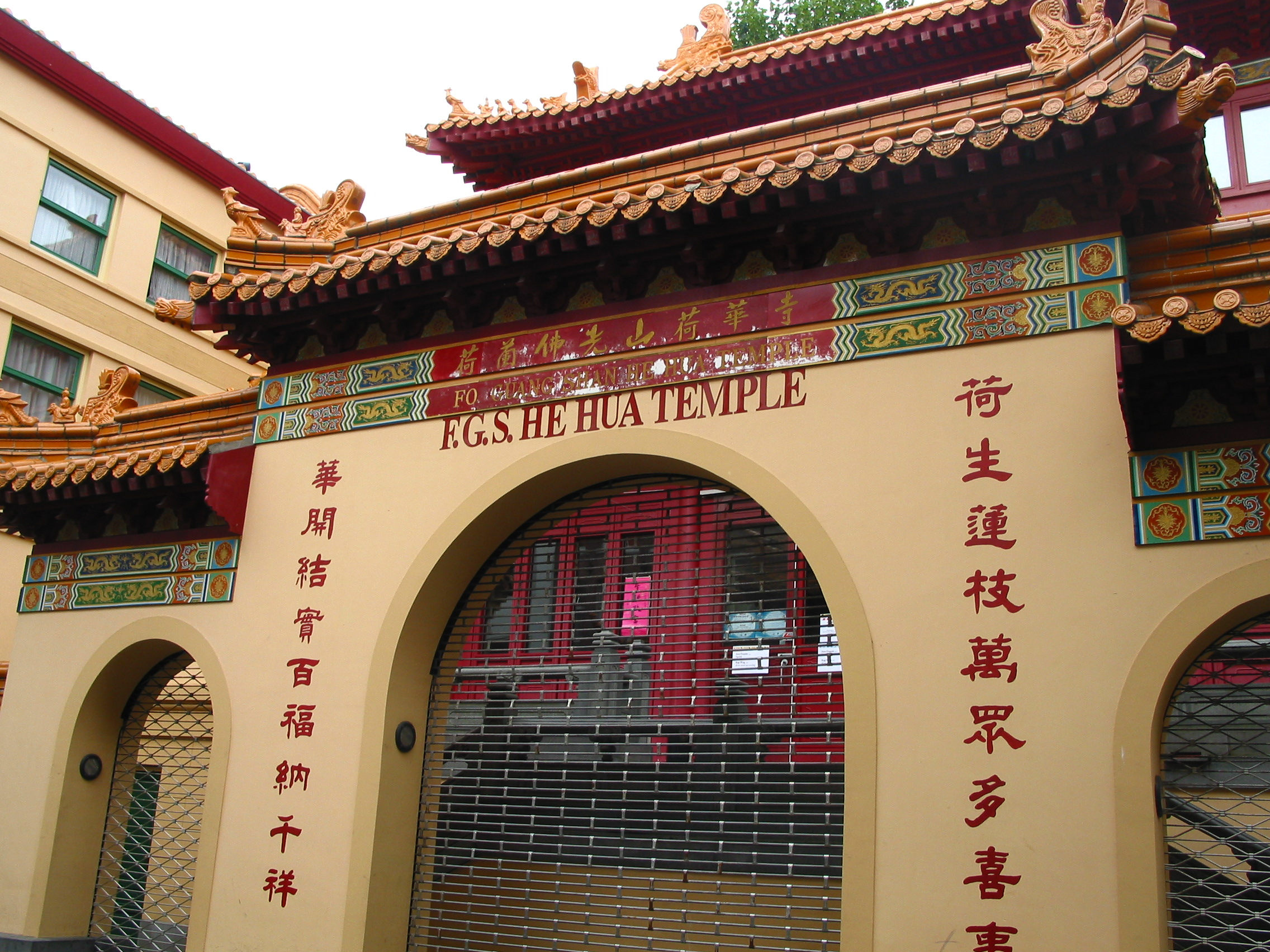
荷華寺山門
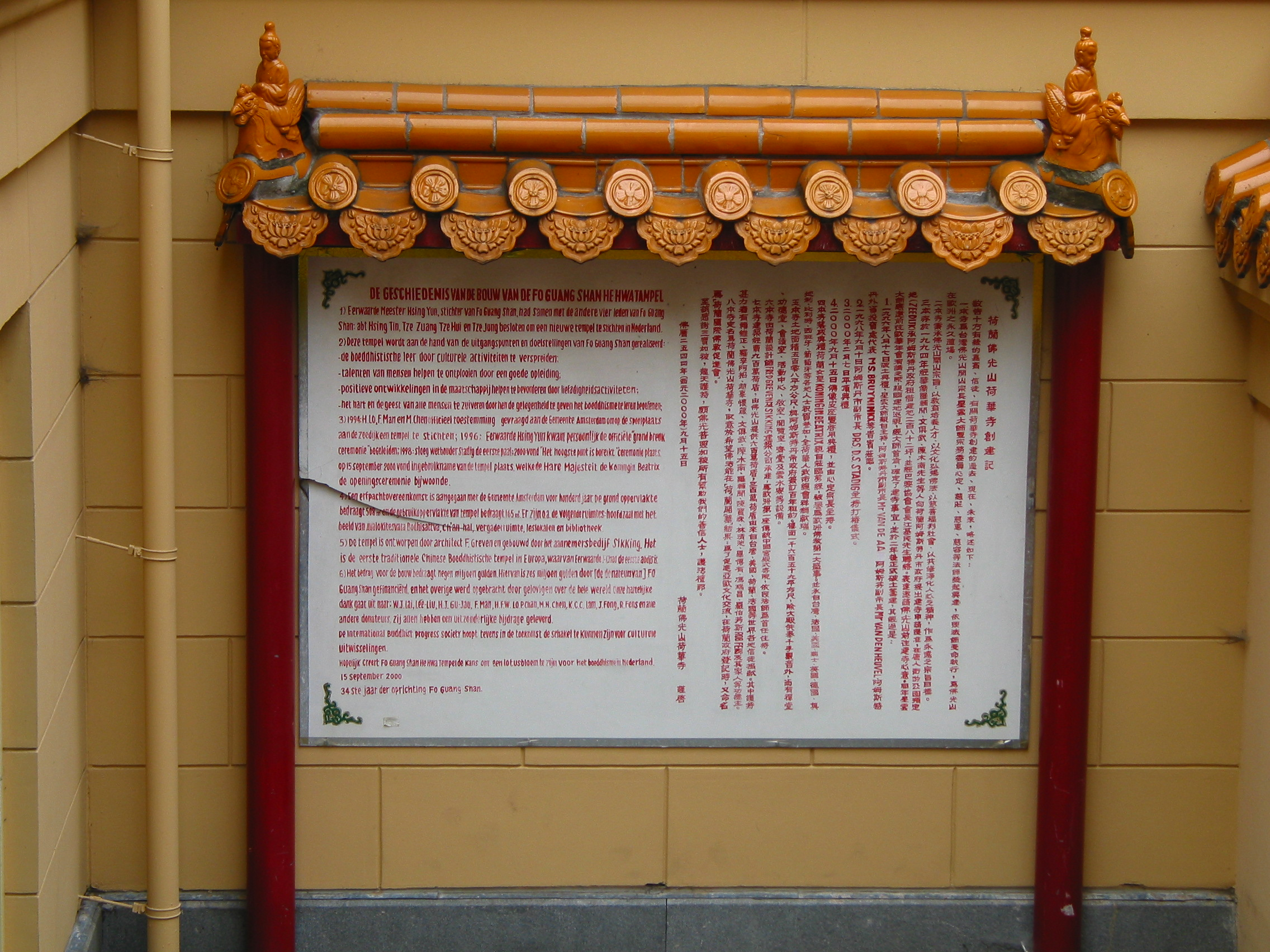
荷華寺創建告示牌
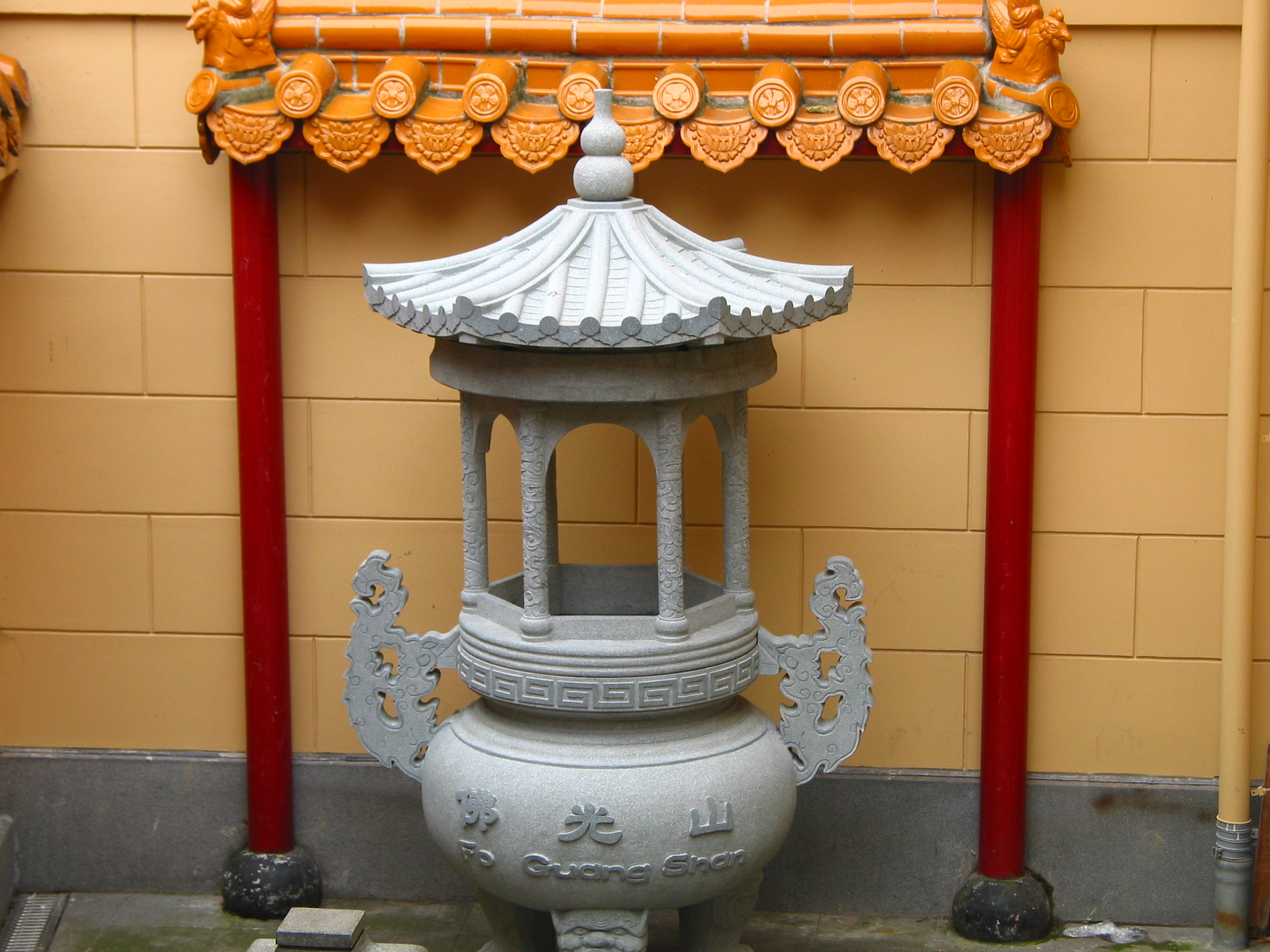
荷華寺香爐
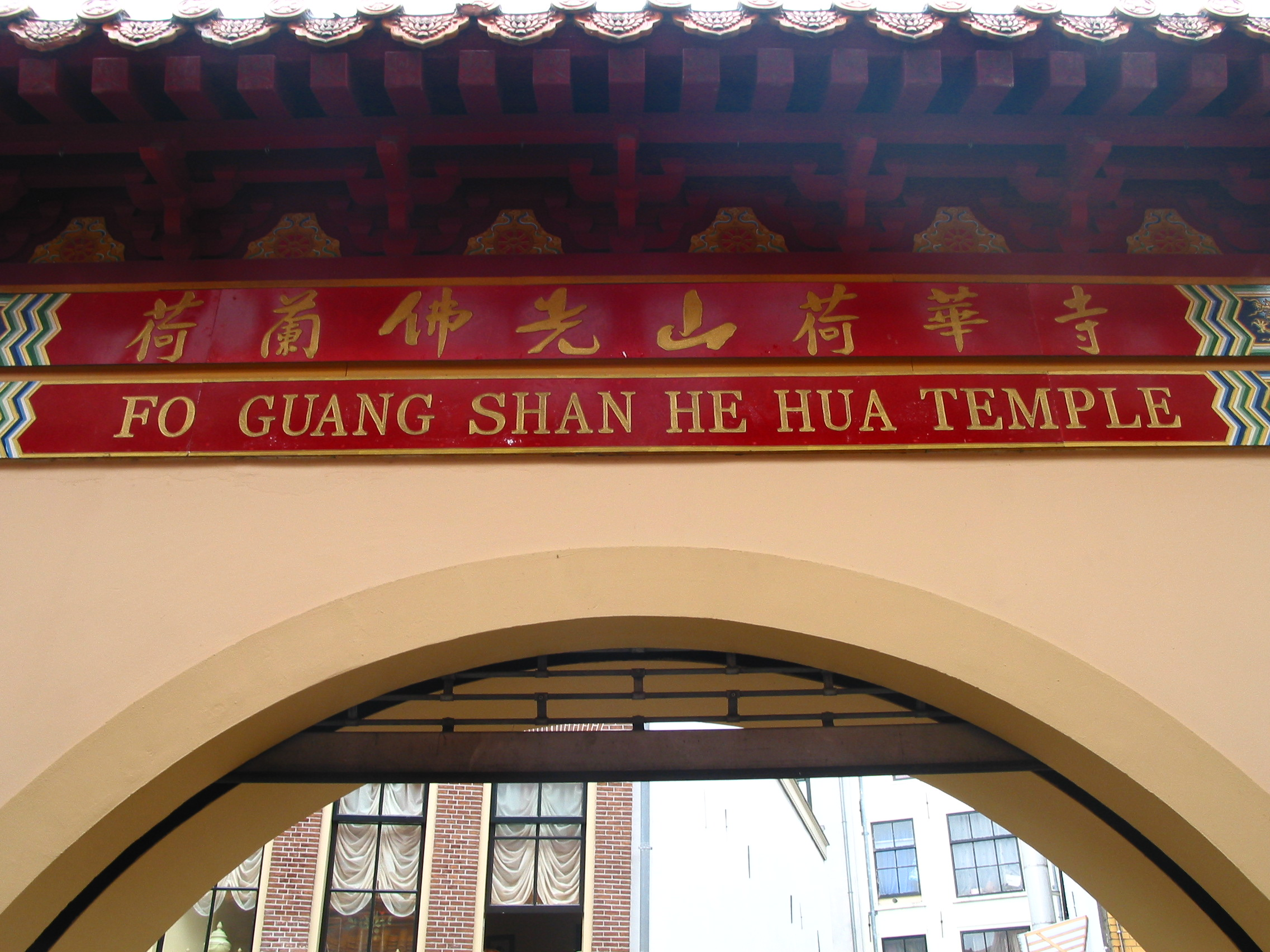
荷華寺寺名匾
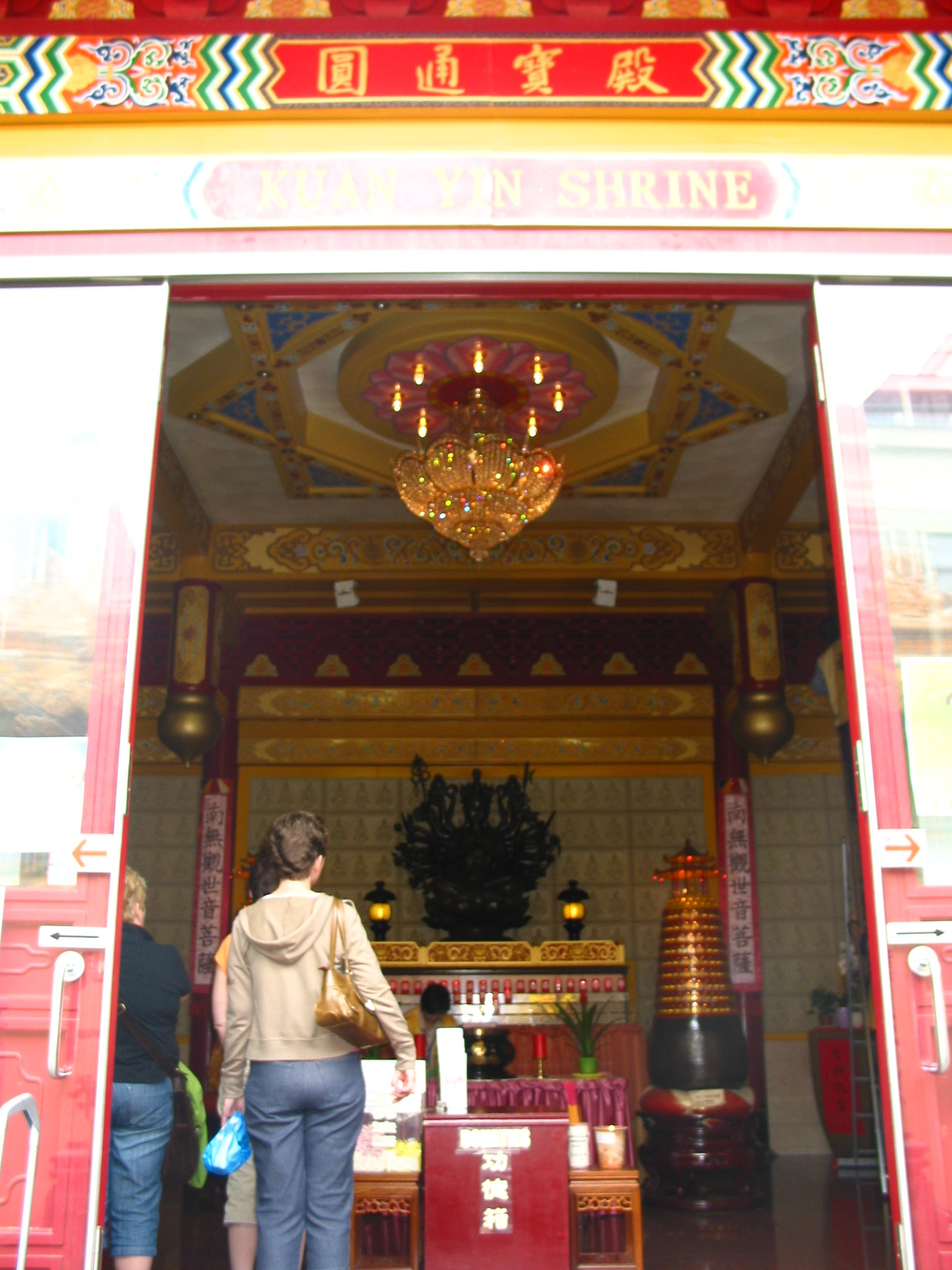
荷華寺圓通寶殿
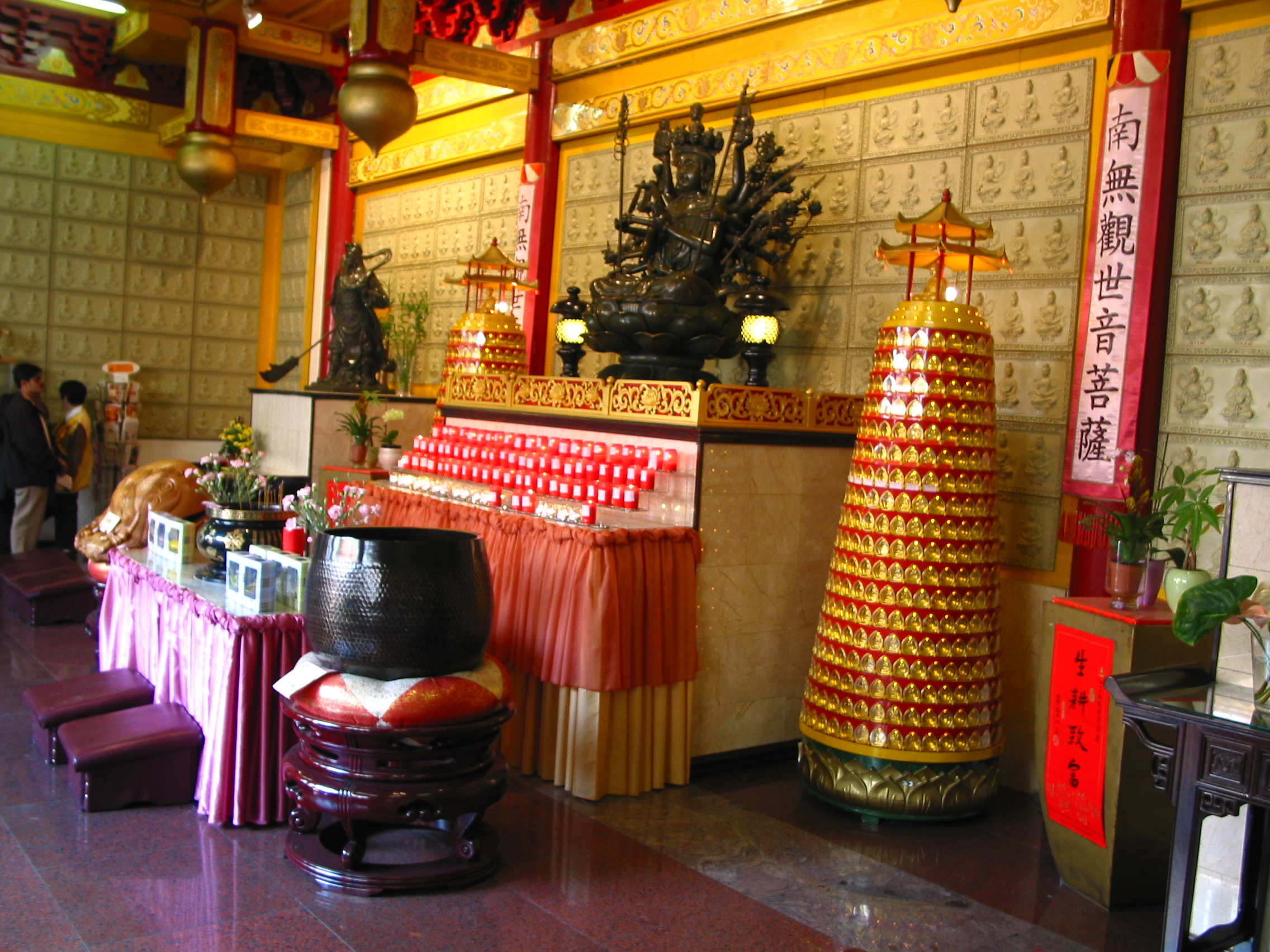
圓通寶殿內景
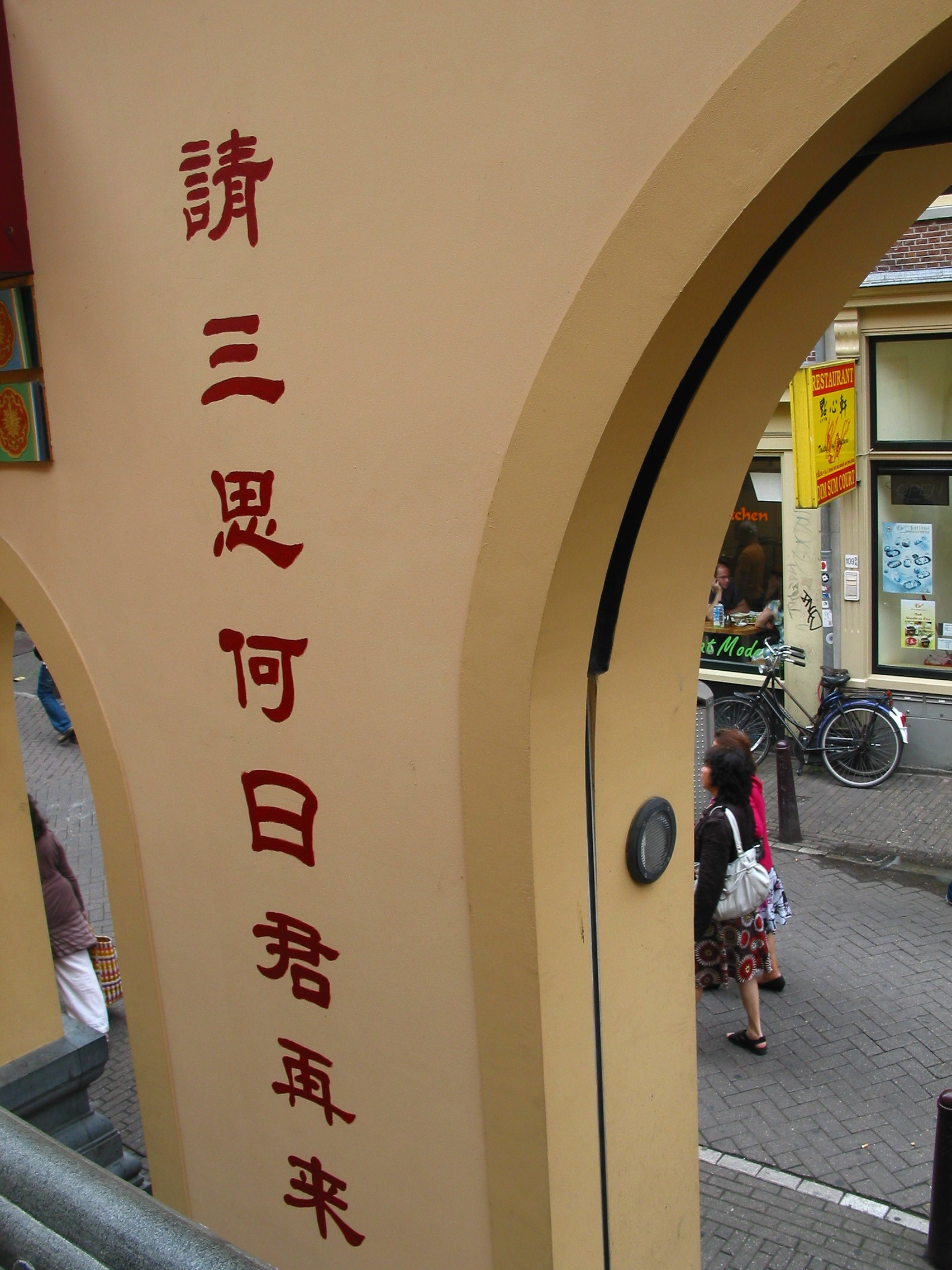
荷華寺對聯
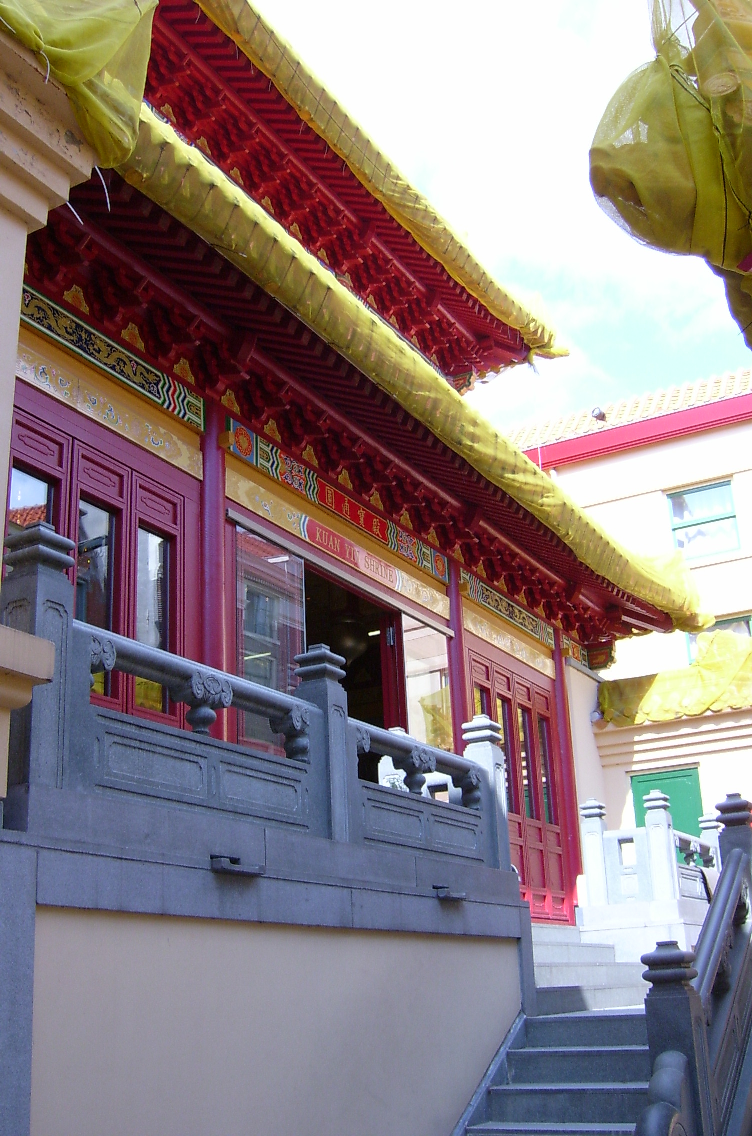
荷華寺圓通寶殿全景
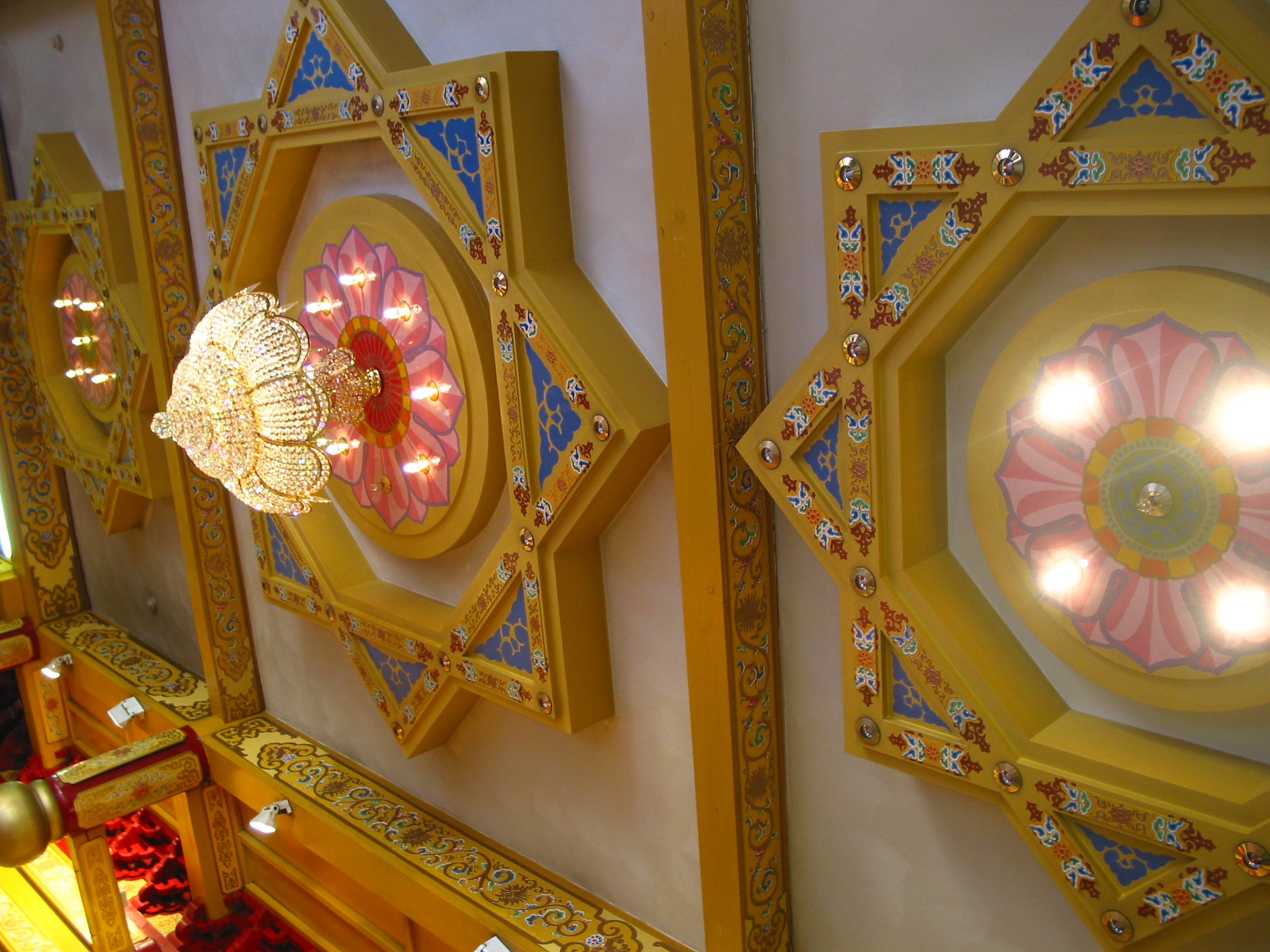
荷華寺佛殿屋頂
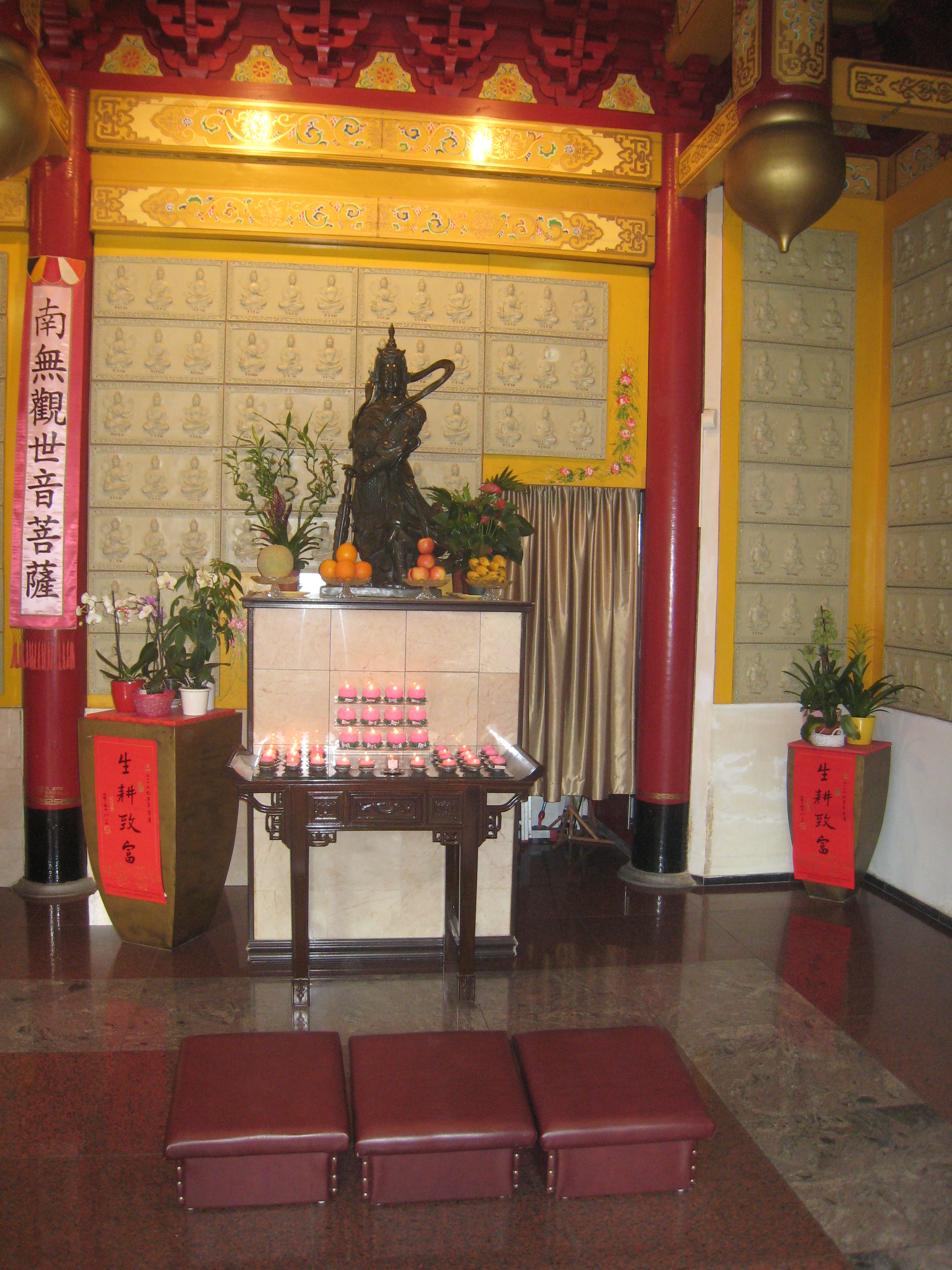
殿內韋馱護法菩薩
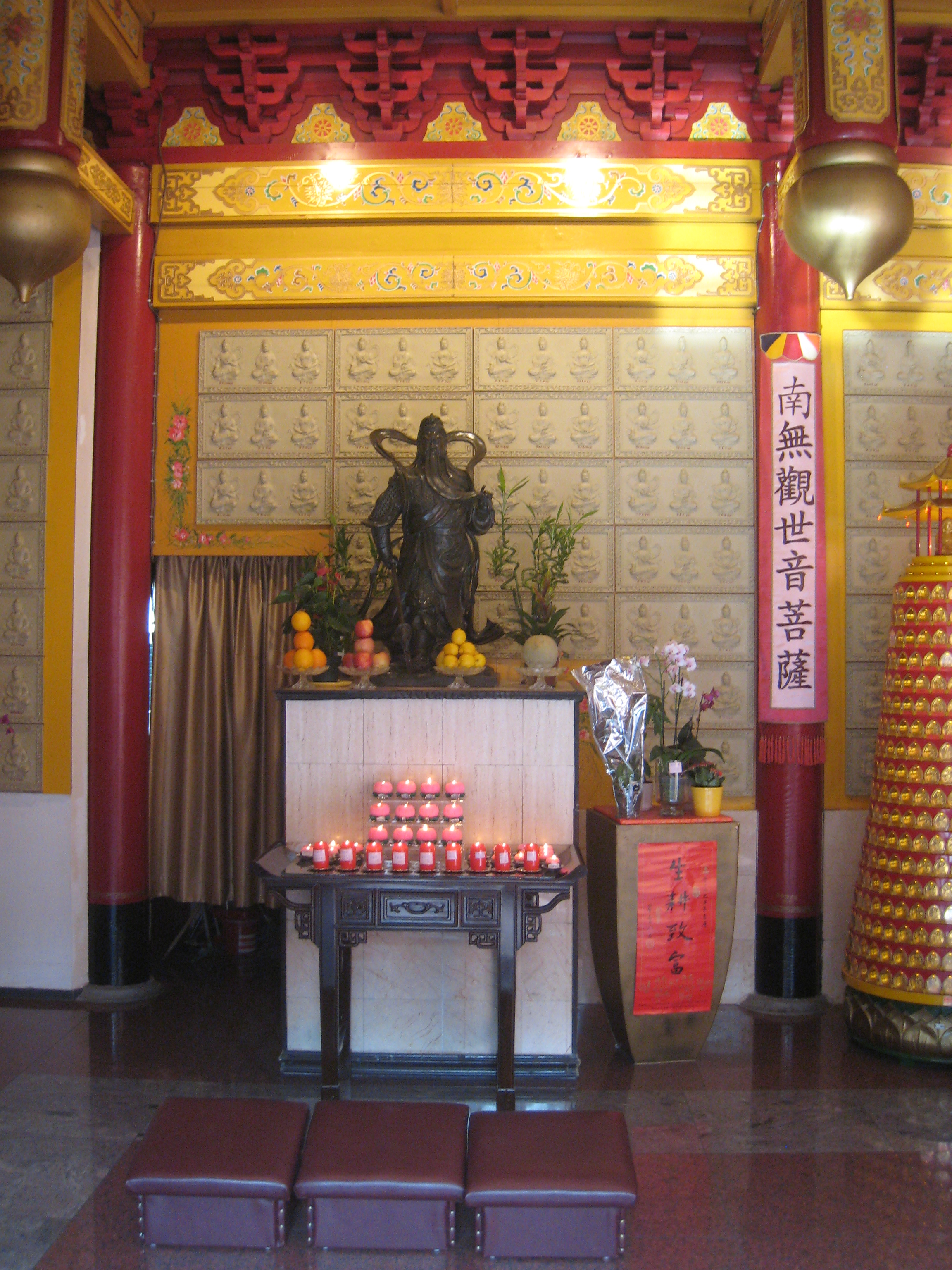
殿內伽藍護法菩薩
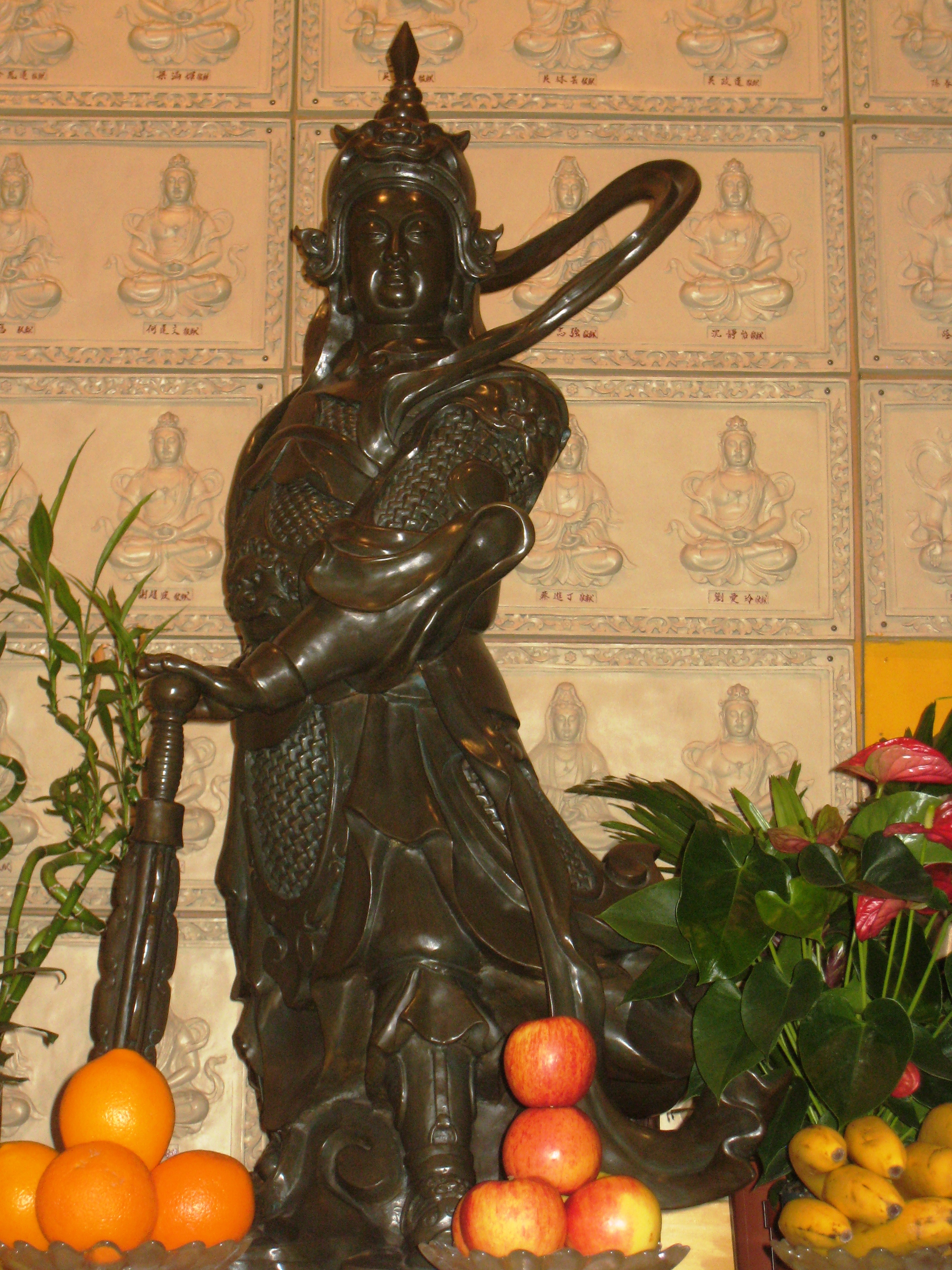
韋馱護法菩薩
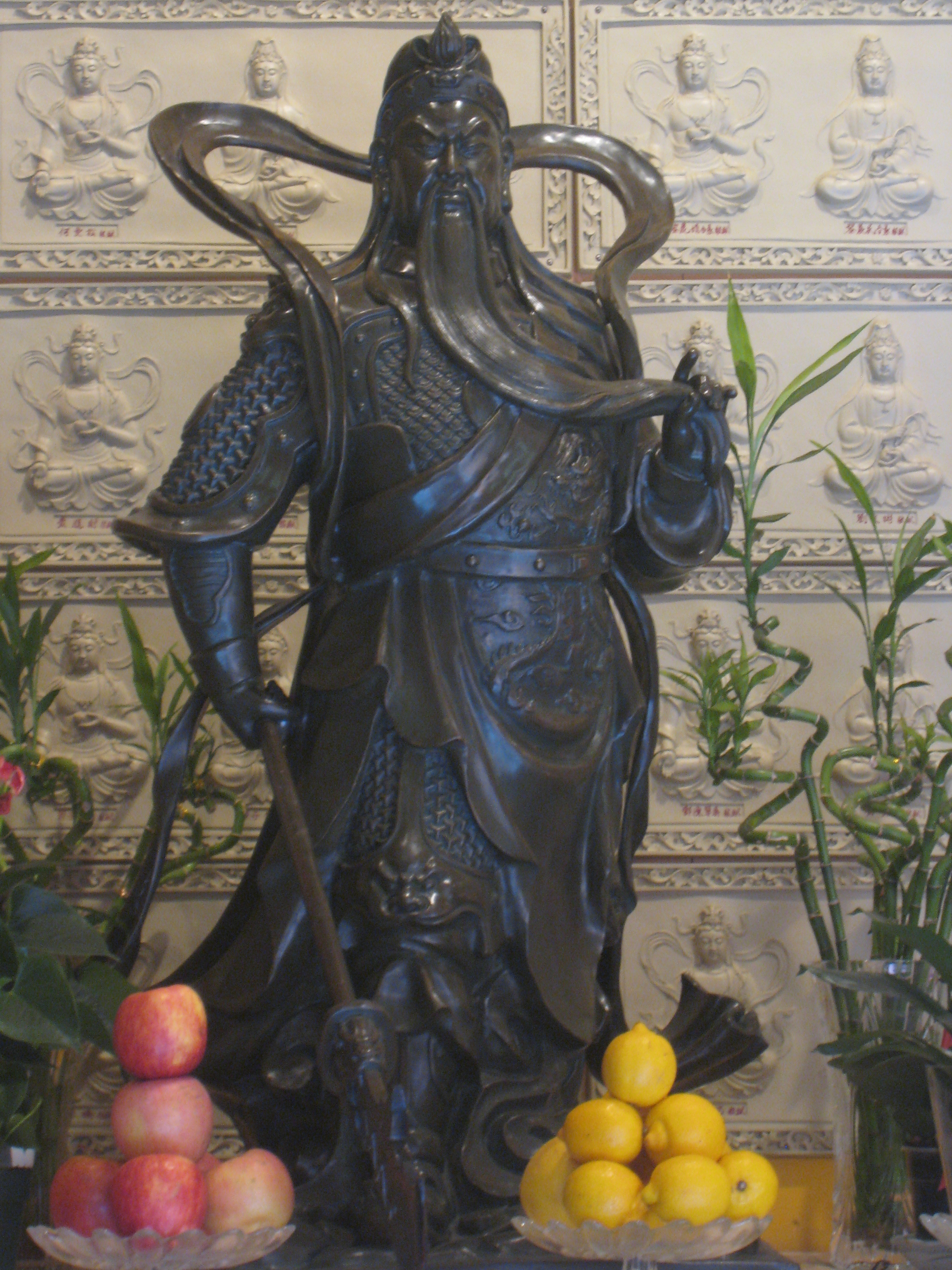
伽藍護法菩薩
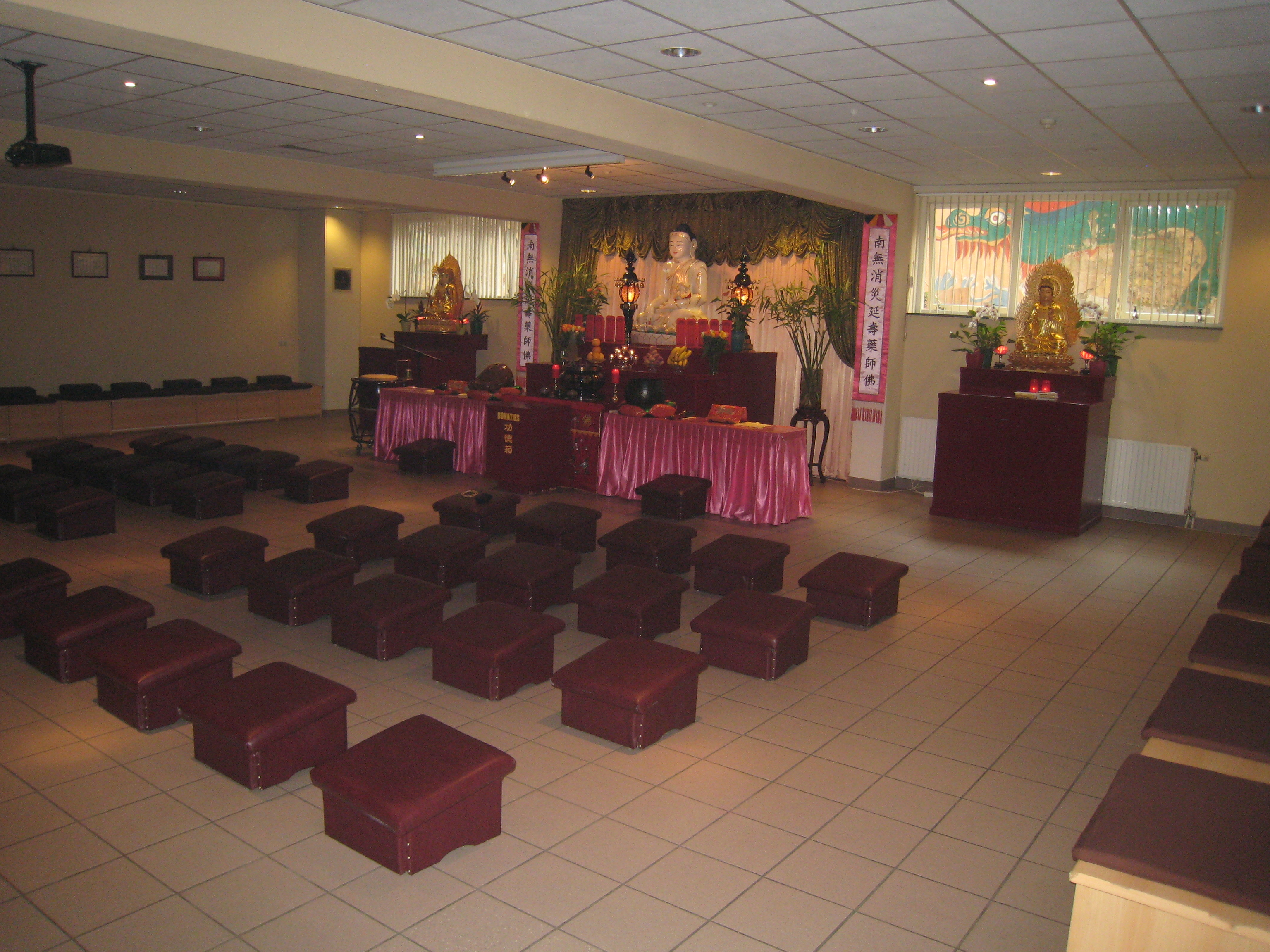
荷華寺大雄寶殿
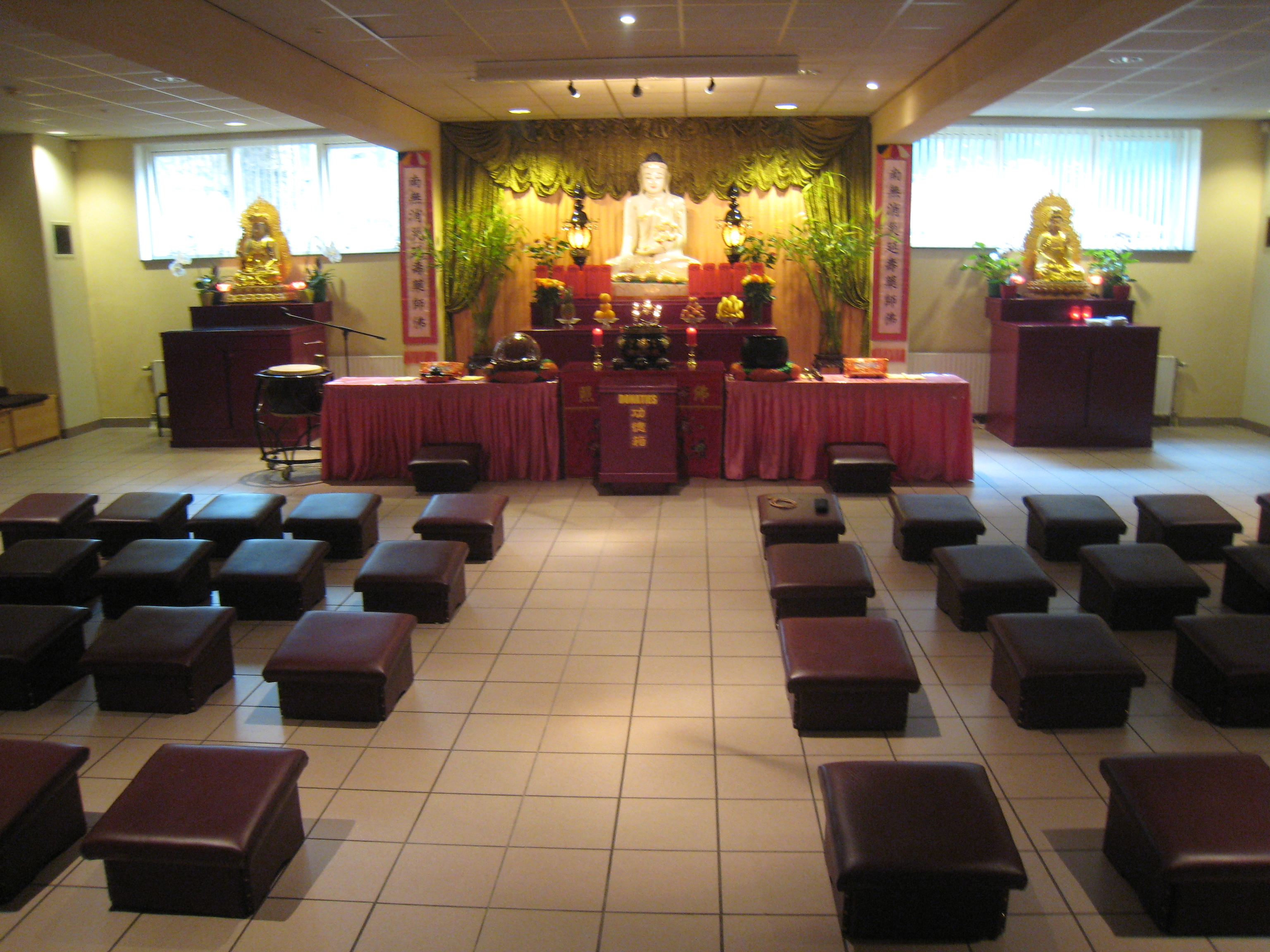
荷華寺大雄寶殿釋迦佛祖